# 669
Năm 669 là một năm trong lịch Julius.

## Sự kiện
Năm 669 (DCLXIX) là một năm thường bắt đầu vào thứ hai (liên kết sẽ hiển thị lịch đầy đủ) của lịch Julius. Mệnh giá 669 cho năm nay đã được sử dụng từ những năm đầu thời kỳ trung cổ, khi Anno Domini lịch thời đại đã trở thành phương pháp phổ biến ở châu Âu để đặt tên năm.